# Yang Xiuli
Yang Xiuli –en xinès, 杨 秀丽– (Fuxin, 1 de setembre de 1983) és una esportista xinesa que va competir en judo.
Va participar en els Jocs Olímpics de Pequín 2008, obtenint una medalla d'or en la categoria de –78 kg. Als Jocs Asiàtics va aconseguir dues medalles de bronze els anys 2006 i 2010.
Va guanyar una medalla de bronze al Campionat Mundial de Judo de 2010.

## Palmarès internacional
| Jocs Olímpics     | Jocs Olímpics             | Jocs Olímpics | Jocs Olímpics |
| Any               | Lloc                      | Medalla       | Categoria     |
| ----------------- | ------------------------- | ------------- | ------------- |
| 2008              | Pequín ( R.P. de la Xina) | 1             | –78 kg        |
| Campionat del món |                           |               |               |
| Any               | Lloc                      | Medalla       | Categoria     |
| 2010              | Tòquio ( Japó)            | 3             | –78 kg        |
| Jocs Asiàtics     |                           |               |               |
| Any               | Lloc                      | Medalla       | Categoria     |
| 2006              | Doha ( Qatar)             | 3             | –78 kg        |
| 2010              | Canton ( R.P. de la Xina) | 3             | –78 kg        |